# Parkerville, Kansas
Parkerville là một thành phố thuộc quận Morris, tiểu bang Kansas, Hoa Kỳ. Năm 2010, dân số của xã này là 59 người.

## Dân số
Dân số các năm:
- Năm 2000: 73 người
- Năm 2010: 59 người